# 张春雷
张春雷（1904年—1975年），原名张兴然，男，山东曹县人，中国柳子剧演员，曾任中国戏剧家协会山东分会副主席。